# Cucullia aplana
Cucullia aplana là một loài bướm đêm trong họ Noctuidae.